# Zhang Boduan
Dans ce nom chinois, le nom de famille, Zhang, précède le nom personnel.
Zhang Boduan 張伯端 (983?-1081?), encore appelé Zhang Ziyang (張紫陽), est un taoïste des Song du Nord considéré comme le fondateur de l’École alchimique du Sud dont il est l’un des cinq patriarches, et comme l’auteur du Wuzhenpian (悟真篇) ou Éveil à l’authentique, un important ouvrage de référence. Comme les autres taoïstes célèbres de son temps, il promeut l’alchimie interne neidan et l’union de la pensée des « Trois Enseignements » : taoïsme, confucianisme et bouddhisme.

## Biographie
Il existe peu d’informations sur lui et elles concernent essentiellement les vingt dernières années de sa vie. Sa date de naissance est particulièrement sujette à caution. Toutes les sources s’accordent par contre sur sa région d’origine : Tiantai au Zhejiang. Bien qu’une source en fasse un oisif, il semble qu’il ait eu une éducation poussée et ait servi dans la fonction publique. L’auteur du Wuzhenpian avait en tout cas une vaste culture, en particulier en matière d’alchimie, de Yijing et de bouddhisme chan.
Il aurait eu pour prénom social Pingshu (平叔) ; sur le tard, il aurait changé son prénom en Yongcheng (用成) et pris le nom religieux de Ziyang (紫陽). Il est encore appelé Monsieur Wuzhen (悟真先生), du nom de son ouvrage, Être accompli Zixuan (紫玄真人) et Être accompli Ziyang (紫陽真人).
Sa biographie débute entre 1064 et 1067. Alors banni dans le Sud pour avoir détruit par le feu des documents officiels, il entre au service de Lu Xian (陸詵), commandant militaire en garnison près de Guilin. Les notices biographiques ne donnent pas plus de précisions, mais l'Encyclopédie impériale de l’époque Qing propose une version peut-être romancée des faits : le fonctionnaire Zhang Boduan, ayant causé le suicide d’une servante à la suite d’une accusation erronée, décida d’abandonner sa fonction pour se consacrer au Dao. Accusé d’avoir, en signe de renoncement, mis le feu aux documents officiels qu’il détenait, il fut banni dans le Lingnan (領南). Quoi qu’il en soit, il suit Lu Xian dans tous ses déplacements et traverse ainsi les actuelles Yan'an, Tianshui, Linfen et Zhengding avant d’arriver vers 1069 à Chengdu où il rencontre un homme extraordinaire – selon certaines sources, le mythique Liu Haichan (劉海蟾) – qui lui transmet ses secrets. Il prend alors le prénom de Yongcheng et le nom religieux de Ziyang. 
Lu Xian meurt peu après et Zhang Boduan se rend au Shaanxi pour se mettre au service d’une connaissance de Lu, Ma Mo (馬默) ou Ma Chuhou (馬處厚). C’est durant les années suivantes qu’il aurait rédigé le Wuzhenpian, daté de 1075, dans les monts Hanyin (漢陰山), dans le futur district de Ziyang qui lui doit son nom. Lorsque Ma Chuhou est nommé à un autre poste, Zhang Boduan, qui l’a initié à l’alchimie, décide de ne pas le suivre mais lui confie le Wuzhenpian et les Quatre cents vers sur l’élixir d’or (金丹四百字). Selon Jiu Zhao'ao (仇兆鰲), commentateur du Wuzhen, il est ensuite logé à Wudu par une dame taoïste, ce qui provoque des rumeurs, puis se rend à Fengxian où trois de ses disciples se conduisent mal et lui attirent des ennuis avec les autorités. En 1078 il passe par le district de Bin où il rencontre Shi Tai (石泰) qui lui obtient son pardon grâce à ses bonnes relations avec le préfet. Il lui transmet le Wuzhenpian dont il rédige la postface. Il serait ensuite rendu à Shu où il aurait écrit le Secret de Qinghua (青華秘文), et où il serait mort en 1082 en laissant un poème d’inspiration chan, le Chant de la dissolution du cadavre (屍解頌). Il laisse aussi trente-deux Poèmes chan (禪宗詩偈).

## Héritiers
Zhang Boduan est considéré comme le fondateur d’une École alchimique du Sud qui en fait n’apparait qu’au début du XIIIe siècle avec la réunion a posteriori de personnalités plutôt indépendantes. Nommée « du Sud  » d'après la région d’origine de trois - ou peut-être quatre - de ses patriarches, elle s’est d’abord développée autour du Shaanxi tout comme Quanzhen, l’École du Nord. Elle se donne comme elle cinq patriarches : Zhang Boduan, Shi Tai (石泰) et Xue Daoguang (薛道光) au XIIe siècle, Chen Nan (陳楠) et Bai Yuchan (白玉蟾) au XIIIe siècle. Avec Liu Yongnian (劉永年), disciple de Zhang Boduan, et Peng Si (彭耜), disciple de Bai Yuchan, ce sont les Sept Accomplis. Les Cinq Patriarches et les Sept Accomplis des taoïstes rappellent les Cinq Écoles et les Sept Traditions du chan. Les écoles du Nord et du Sud veulent toutes deux réunir le meilleur des trois enseignements et soutiennent que l'alchimie interne doit développer également la nature originelle xing (性) et l'empreinte personnelle  ming (命), mais le courant du sud soutient que le ming doit être cultivé en premier car il soutient le xing, alors que Quanhen soutient l’inverse.
Par ailleurs, d’autres personnes mentionnées dans les sources comme disciples de Zhang Boduan ne sont pas intégrées dans l’école du Sud : Ma Chuhou, Ma Ziran (馬自然), Wang Bangshu (王邦叔), Xu Zhongxing (徐中行) ainsi que des disciples de Liu Fengzhen (劉奉真).

## LeWuzhenpian
Le Wuzhenpian reprend une grande partie du vocabulaire de l’ouvrage d’alchimie externe et interne Zhouyi cantongqi, attribué à Wei Boyang (魏伯陽) des Han mais vraisemblablement remanié. Il s’appuie aussi en partie sur l’abondante littérature taoïste alchimique et contemplative des Tang aux Cinq dynasties : Yinfujing (陰符經), le Jiuyao xinyinjing et Ruyao jing (入藥鏡), entre autres. Il se réfère au Daodejing pour l’explication de points techniques, ainsi qu'au Zhuangzi et à la pensée chan – qui présentent d’ailleurs des similitudes – pour évoquer l’attitude mentale que l’adepte doit adopter. Le Yijing et la théorie des cinq éléments sont aussi mis à contribution.

## Divers
La région du Shaanxi où Zhang Boduan a séjourné et écrit le Wuzhenpian a pris son nom religieux en mémoire de lui lors de son édification en xian de Ziyang sous les Ming.

### Sources
- (en) Le Wuzhenpian par Paul Crowe
- (zh) Les alchimistes du Sud, site Zhengyi